# 2001 au Nouveau-Brunswick
Chronologie du Nouveau-Brunswick
- 1997
- 1998
- 1999
- 2000
- 2001
- 2002
- 2003
- 2004
- 2005

Cette page concerne des événements survenus en 2001 dans la province canadienne du Nouveau-Brunswick.

## Événements
- Création de La Revue acadienne.
- 5 février : les progressiste-conservateurs Jean Dubé et Gaston Moore remportent l'élection partielle de Campbellton et de Caraquet[1].
- Mars : l'ancien premier ministre provinciale Camille Thériault annonce sa démission du chef de l'Association libérale du Nouveau-Brunswick et quitte la vie politique. Bernard Richard assure l'intérim jusqu'à l'élection d'un nouveau chef.
- 23 avril : le progressise-conservateur Claude Williams remporte l'élection partielle de Kent-Sud à la suite de la démission de Camille Thériault.
- 14 mai : 
  - lors du référendum sur les systèmes de loterie vidéo, le oui l'emporte avec 53,11 % des suffrages.
  - Yvon Lapierre, Rupert Bernard, Brian Murphy et Shirley McAlary sont réélus respectivement maires de Dieppe,  Miramichi, Moncton et Saint-Jean et Les Hull et Mona DeGrâce sont élus maires de Fredericton et Maisonnette lors des élections municipales.
- 13 juin : l'actrice Viola Léger est nommée sénatrice à Ottawa.
- 4 octobre : Joseph A. Day est nommé sénateur.

## Décès
- 16 juin : Jean-Maurice Simard, député et ministre.